# Татарин
Татарин је припадник татарског народа, али у Србији под тим термином се подразумева, претеча данашњих поштара. Дужност му је да, на коњу, носи пошту, важне документе, новац, вредности мањих димензија на одређеној релацији.
Први назив Поште у Србији 1835. када је основана је био „Татарска служба”.
Татари су јахали коње које су мењали у успутним мензуланама, ређе мезулана или мензиланама (претечама објеката поште). У Мензулани су поред свежег коња могли добити и храну и смештај (мензулана = menzil на турском „коњ” + хан — „кућа, одмориште”).
Татари су били врло издржљиви и храбри људи познати по брзини. Најбржи су релацију Београд–Истанбул прелазили за 4 дана! Татари су били људи од угледа и поверења ранг им је био дефинисан висином феса. Што виши фес, виши ранг. За помоћнике су имали суруџије (долази од турске речи surukçi).
Последњи татарин у Србији био је Риста Прендић.